# Tóth István (fotóművész)
Tóth István (Nyáregyháza, 1923. július 26. – 2016. október 15.) magyar fotóművész. Képei (több mint 350) négy évtizedes alkotó időszakában 52 ország, több mint 2200 kiállításán szerepeltek.

## Élete
Nagyszülei földművelők voltak, édesapja azonban már érettségizett és falusi jegyzőként, később a ceglédi városházán leszázalékolt nyugdíjasként dolgozott. Édesanyja, Kovács Zsuzsanna három gyermeket nevelt. Édesapja, Tóth László, összeköttetései révén, ideig-óráig sikerült a katonaságot megúsznia. Az utolsó hónapokat azonban már bujkálással (Törtel-Besnyő) vészelte át. A háború után feleségül vette Tóth Irént. Házasságukból két gyermek született; István-Sándor 1948-ban, Irén-Elza 1954-ben. István eltérő művészi utakon, de édesapját követte. Apáti-Tóth Sándor néven elismert fotóművész.
1945-ben vaskereskedést nyitott Cegléden, ezt az államosítás után fel kellett számolnia. Egy tönkrement barátja kiárusításra kerülő ingóságaiból megvásárolt egy üveglapos, Voigtländer márkájú fényképezőgépet. Nem tudta, hogyan kell kezelni, szaklapokat vásárolt, autodidaktaként képezte magát. Haller Frigyes művészi fotózásról szóló munkája nagy hatással volt rá. Felkereste a mestert, aki első tanítója volt. Haller mindenekelőtt az elavult fényképező gépet cseréltette ki. Első próbálkozásainak eszköze egy hatszor hatos Rolleicord, majd egy orosz katonákkal való kényszerű cserét követően, Agfa Carat kisfilmes masina volt.
1953-ban Nyujtó Ferenc, a Duna–Tisza Közi Mezőgazdasági Intézet ceglédi igazgatójának közvetítésével került kapcsolatba Mészöly Gyulával, a Kecskeméti Kísérleti Gazdaságnak nemzetközi hírű, tudós vezetőjével. Egy nemzetközi konferenciára kellett egy albumot készítenie. Mészöly professzor, Tóth István felvételeit látva azonnal állást ajánlott a művésznek. Mészöly Gyula kötetlen munkaidővel és kitüntetett érdeklődéssel támogatta a „fotós” művészi törekvéseit. Munkakapcsolata mindkét intézettel harmonikus volt, így történhetett, hogy nyolcvanévesen is készített fotókat a ceglédi intézet részére. Civil állását mindvégig megtartotta, ahol teljes értékű munkát végzett. Erre bizonyíték számvetése: Negyvennégy mezőgazdasági szakkönyv mellett huszonhét disszertációt is illusztrált.

## Művészi pályája

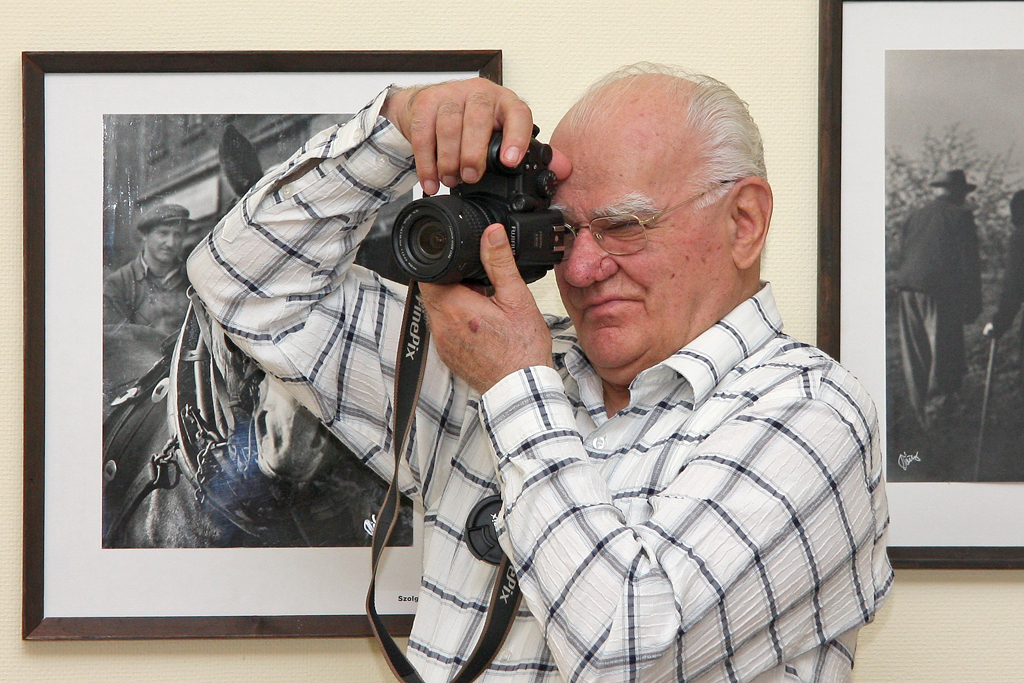
2008-ban (Tánczos Tibor felvétele)

A mentor, Haller Frigyes szigorú kritikusa volt a fiatal művészjelöltnek, száz felvétele közül csak egyet tartott említésre méltónak, ugyanakkor a lektorálásra átadott kollekción megjegyezte, hogy tehetségesnek tartja Tóth Istvánt. Haller teremtette meg a külföldi kiállításokon való megjelenés lehetőségét. 1948-ban átadott egy jelentkezési lapot, amely a Bordeaux-i kiállításra szólt, a beküldött alkotások mindegyike "falra" került.
Alkotói időszakát három csoportba tematizálta.
Pillanatok
A művész általános emberi problémák bemutatása mellett, emberi sorsokat és tragédiákat is ábrázolt. Az Ilyen az élet című, nagyon sikeres művének modelljét, húsz év múlva kereste fel újra. A találkozás produktuma a Nehéz út volt című alkotás. Ez a kompozíció sikeresebb lett, mint a húsz évvel korábbi.
A teljesség igénye nélkül, néhány további alkotás címe: Vetélkedés vége, Gyűlölködő, Találkozás, Öregek, Magány, Alkony, Szolgálatban, Festők paradicsoma, Alvó babák és folytathatnánk tovább a sort.
Ennek a korszakának fontos, meghatározó témája volt a cigányság. A Fotó című szaklap közölt először válogatást ebből a sorozatból. Nem övezte elismerés az újszerű, bátor témaválasztást. Ez nem lehetett véletlen, hiszen csak évekkel később, 1961-ben jelent meg a cigányságról szóló párthatározat. Ezt követően már nem számított tabunak a cigányok fotografálása.
Néhány cím ebből a sorozatból: Öreg cigány, Utolsó tavasz, Kitagadottak, Cigánysor, Cigányélet, Cigányaszony."
Kortársak
1970-ben a The Photographic Society of New York éves ranglistáján, Európában az első, a világranglistán a tizenkilencedik helyet foglalta el. Ebben az időben határozta el, hogy váltania kell. Az irányt Székely Aladár, Ady Endre portréja határozta meg. Figyelme a kortárs művészekre terelődött. Először Czóbel Bélát, kereste fel, majd Barcsay Jenő következett. A festőóriások mellett az "író-költőfejedelmek" lakásán is kopogtatott. Nem könnyen, de lencsevégre került -többek között- Illyés Gyula és Déry Tibor is. A szintén ceglédi lokálpatrióta Patkós Irma portréi is nagy sikert arattak.
Gyermekkorom emlékei
Idézet C. Fehér Ferenc könyvéből

| „ | A Gyermekkorom emlékeibe majdnem beletört a bicskám. Említettem már szegény nagyapámat, aki mindig kivitt a kaszálóra. A nagy fűben hemperegtem, a távolban csodálatos, vakító fehér tanyafalak, amelyek mélyreható emléket hagytak bennem.Elhatároztam, hogy mindezt megörökítem... Végül is rengeteg időt szenteltem erre a ciklusra. Csak közben megváltozott a világ. A szép kis tanyák többnyire eltűntek. Egy-egy udvaron, ahová bementem két-három autó áll, aggregát fejlesztette az áramot. Zakatolt a mosógép, televíziót néztek. Már kevés helyre bukkantam, ahol megörökíthettem a régi világot. A technika lerombolta a gyermekkort. Mégsem bántam, hogy foglalkoztam a témával. Bejártam az egész országot... | ” |
|   | |   |

Néhány képcím a ciklusból:
Szabadon, Kvartett, A tanya szépei, Fehér tanya, Fohászkodás, Tanyán, Előkészülés a főzéshez, Falusi asszony, Halszemmel nézve, Öreg kút, Pihenő, Hízelgő cica, Kíváncsiskodó, Elhagyott tanya, Barna néni.

## Művészi hagyaték
Kecskemét és Cegléd városvezetése is többször tervezte, hogy emlékházat alakít ki a művész hagyatékának méltó elhelyezésére. A tervek azonban nem valósultak meg. A saját alkotások mellett, Tóth István több évtizedes gyűjtőmunkájának kétezer képe, valamint fényképezőgép arzenáljának megőrzése, bemutatása is megoldásra vár.
2002-ben 240 képét ajándékozta az Országos Széchényi Könyvtár Jelenkori Fotóművészeti Gyűjteményének.
2013-ban 181 darabos, az egész életművét átfogó képanyaggal ajándékozta meg a Magyar Fotográfiai Múzeum gyűjteményét.
2013-ban a veszprémi Laczkó Dezső Múzeumnak ajándékozta 160 alkotását.
2013-ban a Ceglédi Gyümölcstermesztési Kutató-Fejlesztő Intézetben nyílt állandó kiállítása. A művész húsz képet ajándékozott egykori munkahelyének.

## Tanítványok

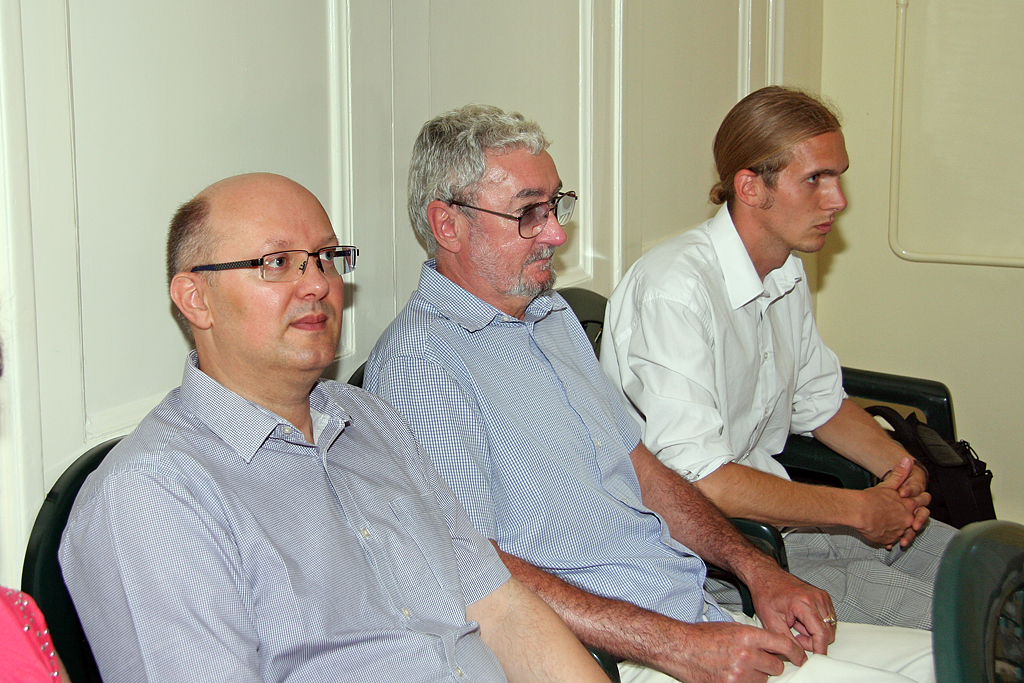
Balról jobbra: Papp Elek, Apáti-Tóth Sándor, valamint Szokolai Attila
Tánczos Tibor Felvétele

- Fiának,  hatéves korában adott fényképezőgépet a kezébe. Tehetségét több díjas képpel is bizonyította. Ó azonban ki akart lépni édesapja bűvköréből, úgy érezte sikereit a "mentor" ismertsége is egyengeti. Ezért nevet változtatott és sikeresen alakított ki édesapjától, gyökeresen eltérő stílust, képi világot.
- 1950-ben megalapította és vezette a Ceglédi fotóklubot. Szigorára jellemző, hogy minden tagnak negyedévenként le kellett adni, zsűrizésre öt felvételt. A közösség 1966-ban, Svájcban száznyolcvan európai klub versenyében első lett.
- Legsikeresebb tanítványa Papp Elek,[9] aki Tóth István kezdeti tanácsait megfogadva ér el sikereket. 2013-ban az Amerikai Fotóművészek Szövetsége által összeállított világranglista első helyére került a fekete-fehér papírképek kategóriájában.[10]

## Idézetek, méltatások
- A legigénytelenebb téma is magasrendűvé válhat, ha tehetség ad annak látható alakot.A tagolatlan sík területe -a formák, fények és a mozgás tudatos összekapcsolásával- festői szépségű, de mégis a fotográfia sajátos birodalmába tartozó szép képet alkotott a szerző... - Vadas Ernő fotóművész az Alkony című képről.
- Ha munkáról van szó, mint a "Paradicsomnemesítők"-ben, Tóth István addig nem nyugszik, amíg a képvázlatot formai értékkel fel nem emeli a puszta történésből, a művészet magasabb síkjára. Elragadó, hogy a teljesen egyformán öltözött munkásnők hogyan sorakoznak be a karók geometriájába, hogyan lesz két egyszerű formai elemből kép. - Österreichische Photozeitung
- ...Az objektív hát ezúttal is tévedett. Nem tudta, hogy leleplezi önmagát. Hogy vaksi dioptriái mit sem érnek, hasztalan vagyonos csiszoltságuk, hiába drágakő ragyogásuk. Mert az objektív egyedül vak. Hogy láthasson - véreres szembogár kell hozzá. Könnyező és bámuló, révedő és nevető, fáradt és szemlélő, homályos és pengevillantású. Emberi szem kell hozzá társnak.Könyörtelen és gyöngéd. Megértő és érteni akaró. Figyelő és eltévedéstől iszonyodó... - Ördögh Szilveszter a Nehéz út volt című képről
- Mindenképpen a mai fotóművészetünk emblematikus egyénisége, aki csak és kizárólag a fénnyel rajzolja csodálatos fekete fehér fényképeit.Ezeket ma már Európa s a világ legkiemelkedőbb múzeumaiban őrzik féltett műalkotásonként. - Széchényi Könyvtár (Kiállítási ajánló -2008)
- „Tóth István művészetével átrajzolta Magyarország térképét. A fotográfusok szerte a világon Ceglédet hiszik Magyarország fővárosának” – Tóth József, fotóművész

## Kötetei
- 100. önálló kiállítás katalógus Orosháza , 1966
- Ötnyelvű album[4] (1985)
- Tények, emlékek Tóth István fotóművészről; szerzői, Cegléd, 1993
- Tóth István Cegléd. Szilágyi Miklós ajánlásával. A művész magánkiadása, magyar és angol nyelven (2006)

### Róla szól
- "Áldassék érte ez a homok". Kortársak Tóth Istvánról
- A megátalkodott magyar. Tóth István fotóművésszel beszélget Kocsis Klára; Kairosz, Bp., 2016 (Magyarnak lenni)

## Díjai
A művészt 52 országban, és több mint 2200 kiállításon bemutatott műveiért 328 nemzetközi díjjal jutalmazták.
Több, mint félévtizedes munka után, a magyar fotópályázaton, a tájkép kategóriában első díjas lett az Alkony című alkotásával.
Először 1956-ban nyert díjat külföldön. Bronzérmes lett Kalkuttában a Forgás közben című, kislányát megörökítő kompozíciója. Ezt követően, alkotó időszakának további több mint három évtizedében minden évben eredményes volt.
Néhány további díja, elismerése:
- Bordeaux díszpolgára; a Bordeaux-i Fotószalon nagydíja (1968)[Mj. 7]
- Balázs Béla-díj, 1979[4]
- Az Évszázad Kiváló Fotóművésze díj (The Photographic Society of New York), 1980[4]
- Székely Aladár díj, 1980[4]
- Pro Urbe /Cegléd 1980/
- SZOT-díj 1984[4]
- Cegléd Művelődésének Aranykönyvébe jegyezték 1984
- UNESCO díj 1985[4]
- Érdemes művész 1986[4]
- A Művészeti Alap nagydíja 1990[4]
- Év-díja (Magyar Alkotóművészek Országos Egyesülete 1986)[4]
- Cegléd díszpolgára 1996
- Magyar Fotóművészek Szövetsége Életműdíj 1998
- Magyar Köztársasági Érdemrend Keresztje 1998
- Pest Megye Művészetéért 2000
- Alkotói-nagydíj (Magyar Alkotóművészek Országos Egyesülete 2002)
- Életfa emlékérem ezüst fokozat (Földművelésügyi és Vidékfejlesztési Minisztérium 2003)
- Pest Megye díszpolgára 2008[11]
- Hazám-díj, 2009

## Tagságai
- Fotóművészek Nemzetközi Szövetsége, AFIAP és EFIAP kitüntetéssel
- Rendes tagja a Londoni Szalonnak
- Tiszteletbeli tagja:
  - Osztrák Fotószövetség
  - Délkelet-ázsiai Fotóművészek Szövetsége /Szingapúr/
  - Delawere camera Club /USA/
  - Bordeaux-i Fotó Club
  - Rigai Fotó Club
  - Nemzetközi Fotó Kör /Plön, Németország/
  - Buenos Aires Fotó Klub
  - CEPAM Fotó Klub /Marokkó/
  - ECPA /Hongkong/
  - Hon. Pcos Sibiu /Románia/
  - Hon. PPG Linz.
  - Hon. F. IIPC /India/
  - NUFÁRUL /Románia/
  - Magyar Alkotóművészek Szövetsége
  - Örökös tiszteletbeli tagja a Natron Fotó Klubnak /Jugoszlávia/
- Alapító tagja a Magyar Fotóművészek szövetségének valamint a szervezet keretében működő Senior Alkotócsoportjának.
- 1950-ben megalapította a Ceglédi Fotó klubot

## A kilencvenedik születésnap eseményei
- Kiállítások
  - Országos Széchényi Könyvtár
  - Magyar Fotográfiai Múzeum[12]

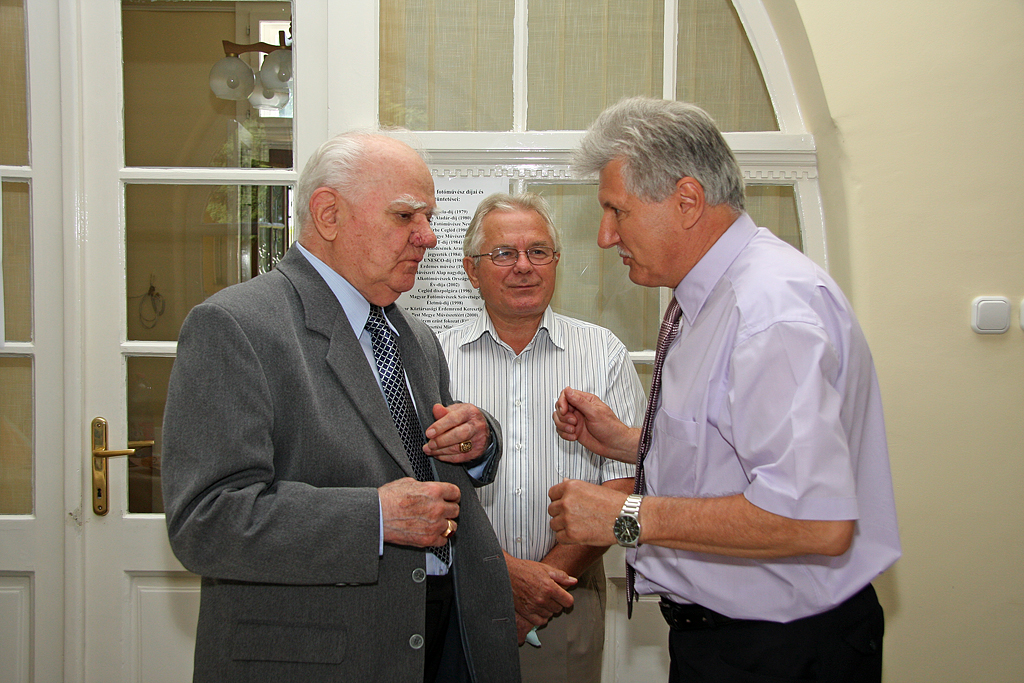
A ceglédi intézet ünnepségén.
_{Középen Nagy László, jobbra dr. Erdős Zoltán igazgató}
Tánczos Tibor felvétele

  - Ceglédi Gyümölcstermesztési Kutató-Fejlesztő Intézet. Művészi portrék állandó kiállítás megnyitása, a Tóth István teremben[13]
  - Veszprémi Laczkó Dezső Múzeum (2013. július 26.)
  - Ceglédi Kossuth Múzeum (2013. július 28.)[14]